# Jan Merrill
Jan Merrill (eigentlich: Janice Melbourne Merrill, nach Heirat Merrill-Morin; * 18. Juni 1956 in New London, Connecticut) ist eine ehemalige US-amerikanische Mittel- und Langstreckenläuferin.
1975 gewann sie bei den Panamerikanischen Spielen in Mexiko-Stadt über 1500 Meter Gold, und 1976 wurde sie über dieselbe Distanz bei den Olympischen Spielen in Montreal Achte.
1977 stellte sie am 6. Juli in Ingelheim am Rhein mit 15:37,0 min einen Weltrekord über 5000 Meter auf. Bei den Crosslauf-Weltmeisterschaften 1978 in Glasgow und 1979 in Limerick wurde sie jeweils Siebte in der Einzelwertung und gewann mit der Mannschaft Silber bzw. Gold. 1979 errang sie Gold bei der Premiere des 3000-Meter-Laufs bei den Panamerikanischen Spielen in San Juan.
Drei weitere Male lief sie bei den Crosslauf-Weltmeisterschaften in die Medaillenränge: 1980 in Paris wurde sie Fünfte in der Einzelwertung und gewann mit der Mannschaft Bronze, 1981 in Madrid holte sie sowohl in der Einzel- wie auch in der Teamwertung Silber, und 1983 in Gateshead trug sie mit einem 13. Platz zum Titelgewinn der US-Mannschaft bei.
Nationale Titel errang sie zweimal über 1500 Meter (1978, 1981), viermal über 3000 Meter (1976–1978, 1984), zweimal im Crosslauf (1976, 1977) und einmal im 15-km-Straßenlauf (1984). In der Halle wurde sie je zweimal US-Meisterin über 1500 Meter (1976, 1981) und 3000 Meter (1976, 1983). Als Starterin für den USC Mainz wurde sie 1977 Deutsche Meisterin über 1500 Meter und erzielte dabei mit ihrer Siegerzeit von 4:06,5 min einen Meisterschaftsrekord, der erst 40 Jahre später von Konstanze Klosterhalfen unterboten wurde.
Jan Merrill wurde vom ehemaligen Marathonläufer Norm Higgins trainiert. Später war sie Assistenztrainerin der Leichtathletik-Mannschaft der Rutgers University.

## Persönliche Bestzeiten
- 1000 m: 2:39,3 min, 12. Juli 1976, Montreal
  - Halle: 2:42,2 min, 11. Januar 1976, New London
- 1500 m: 4:02,61 min, 29. Juli 1976, Montreal
- 1 Meile: 4:28,23 min, 30. Juni 1979, Philadelphia
  - 4:33,4 min, 10. Februar 1984, Inglewood
- 2000 m: 5:49,3 min, 14. Juli 1976, Montreal
- 3000 m: 8:42,6 min, 27. Juni 1978, Oslo
  - Halle: 8:57,6 min, 4. März 1978, Montreal
- 5000 m: 15:30,6 min, 22. März 1980, Palo Alto